# Мирче Ацев (партизанин)
Вижте пояснителната страница за други личности с името Мирче Ацев.
Мирче Донев Ацев е комунистически партизанин и народен герой в Северна Македония.

## Биография
Мирче Ацев е роден на 20 октомври 1915 година в село Ореовец край Прилеп. Братов внук е на войводата от ВМОРО Мирче Ацев, а неговата сестра Вера Ацева е също югославска партизанка. Следва в Юридическия факултет на Белградския университет, там става близък приятел на Страшо Пинджур и Кузман Йосифовски, а през 1939 година се присъединява към Югославската комунистическа партия.
След разгрома на Кралска Югославия през Втората световна война участва във въоръжената съпротива във Вардарска Македония. В края на 1941 година става член на ръководството на Покраинския комитет на Македония. В свое писмо от 9 август 1942 година до Централния комитет на Югославската комунистическа партия признава, че „македонският народ“ още не е изживял „илюзиите“ за Освобождението си и още вярва в българските власти. Арестуван е на 19 декември 1942 година в град Велес заедно със Страшо Пинджур по обвинения в участие в терористични акции срещу българските войски. Убит е от българската полиция на 4 януари 1943 година в Скопие или сам слага край на живота си, за да не издаде партийните тайни. Посмъртно на негово име е кръстен Народоосвободителният батальон „Мирче Ацев“.